# První kategorie 1912/1913
Soutěžní ročník  Prima Categoria 1912/13 byl 16. ročník nejvyšší italské fotbalové ligy, který se konal od 20. října 1912 do 1. června 1913.

## Události
Díky špatným výsledkům reprezeatace na OH 1912, otevřela se debata o změně formátu v lize. Na shromáždění dne 31. srpna 1912 byl schválen projekt Valvassori-Faroppa, plán reformy, který v zásadě stanovil toto:
- spor tří regionálních skupin (Piemont, Lombardie-Ligurie, Veneto-Emilia) v severní Itálii až po šesti týmech; nejlepší z každé skupiny by se kvalifikoval do finále v severní Itálii, zatímco poslední z každé skupiny by sestoupil.
- zřízení turnaje v jižní Itálii, rovněž rozděleného na první fázi na regionální úrovni a závěrečnou sub národní fázi mezi regionálními mistry; vítěz středo-jižního turnaje by se ve finále střetl s mistry severu o titul.

Turnaje se tak účastnilo rekordních 30 klubů (+10 v kvalifikaci), rozdělené na severní a Středo jižní části. V severní části byli kluby rozděleny do tří skupin a v středo jižní části byli rozděleni do dvou skupin. Hrálo se systémem každý s každým 2krát v sezoně ve své skupině. Za vítězství v utkání byli 2 body, za remízu 1 bod. To vše se započítávalo do tabulky. První dva kluby v tabulce ze svých skupin v severní části postoupili do finálové skupiny a z středo jižní části postoupil jen vítěz své skupiny do závěrečné play off. Vítěz severní části se utkal s celkovým vítězem středo jižní části.
Již popáté ovládl soutěž celek Pro Vercelli, když ve finále porazil římský klub Lazio jednoznačně 6:0.

## Kvalifikační zápasy

### Piemont
| 20. říjen 1912 | Vigor | 0 – 4 | Novara | Turín |  |  |
|                |       |       |        |       |  |  |
|                |       |       |        |       |  |  |

### Lombardia-Liguria

#### 1. kolo
| 20. říjen 1912 | Savonese | 3 – 1 | Como | Turín |  |  |
|                |          |       |      |       |  |  |
|                |          |       |      |       |  |  |

| 20. říjen 1912 | Lambro | 2 – 1 (zrušeno) | Racing Libertas | Milán |  |  |
|                |        |                 |                 |       |  |  |
|                |        |                 |                 |       |  |  |

| Opakovaný zápas 27. říjen 1912 | Racing Libertas | 1 – 0 | Lambro | Milán |  |  |
|                                |                 |       |        |       |  |  |
|                                |                 |       |        |       |  |  |

#### 2. kolo
| 1. listopad 1912 | Racing Libertas | 1 – 0 | Savonese | Milán |  |  |
|                  |                 |       |          |       |  |  |
|                  |                 |       |          |       |  |  |

### Lazio

#### 1. kolo
| 20. říjen 1912 | Alba | 1 – 2 | Juventus Řím | Řím |  |  |
|                |      |       |              |     |  |  |
|                |      |       |              |     |  |  |

| 20. říjen 1912 | Pro Řím | 2 – 1 | Tebro Řím | Řím |  |  |
|                |         |       |           |     |  |  |
|                |         |       |           |     |  |  |

#### 2. kolo
| 27. říjen 1912 | Alba | 2 – 0 | Tebro Řím | Řím |  |  |
|                |      |       |           |     |  |  |
|                |      |       |           |     |  |  |

Postupující: Novara, Racing Libertas, Alba, Juventus Řím a Pro Řím.

## Severní část

### Piemont
| Klub         | Město             | Stadion                      | Trenér           |
| ------------ | ----------------- | ---------------------------- | ---------------- |
| Casale       | Casale Monferrato | –                            | Technická komise |
| Novara       | Novara            | Campo di via Lombroso        | Technická komise |
| Juventus     | Turín             | Stadio di Corso Sebastopoli  | Technická komise |
| Turín        | Turín             | Piazza d'armi                | Vittorio Pozzo   |
| Piemonte     | Turín             | –                            | Technická komise |
| Pro Vercelli | Vercelli          | Campo piazza Conte di Torino | Giuseppe Milano  |

#### Tabulka
| Poř. | Tým          | Z  | V | R | P | VG | OG | B  |
| ---- | ------------ | -- | - | - | - | -- | -- | -- |
| 1.   | Pro Vercelli | 10 | 9 | 1 | 0 | 38 | 2  | 19 |
| 2.   | Casale       | 10 | 5 | 3 | 2 | 15 | 8  | 13 |
| 3.   | Turín        | 10 | 5 | 1 | 4 | 35 | 21 | 11 |
| 4.   | Piemonte     | 10 | 5 | 0 | 5 | 16 | 37 | 10 |
| 5.   | Novara       | 10 | 1 | 2 | 7 | 13 | 28 | 4  |
| 6.   | Juventus     | 10 | 1 | 1 | 8 | 14 | 35 | 3  |

|  | Postup do finále             |
|  | Sestup do Promozione 1913/14 |

Poznámky
- Z = Odehrané zápasy; V = Vítězství; R = Remízy; P = Prohry; VG = Vstřelené góly; OG = Obdržené góly; B = Body
- za výhru 2 body, za remízu 1 bod, za prohru 0 bodů.
- při rovnosti bodů rozhodovalo skóre
- Juventus díky administrativě zůstal v nejvyšší lize.

#### Výsledková tabulka
|              | Casale | Juventus | Novara | Piemonte | Pro Vercelli | Turín |
| ------------ | ------ | -------- | ------ | -------- | ------------ | ----- |
| Casale       | –      | 3:0      | 2:1    | 5:2      | 0:0          | 1:1   |
| Juventus     | 0:1    | –        | 3:0    | 1:2      | 0:4          | 0:8   |
| Novara       | 0:0    | 3:3      | –      | 7:1      | 0:6          | 1:2   |
| Piemonte     | 3:1    | 3:1      | 1:0    | –        | 1:7          | 2:1   |
| Pro Vercelli | 1:0    | 3:0      | 7:0    | 3:0      | –            | 6:1   |
| Turín        | 0:2    | 8:6      | 3:1    | 11:1     | 0:1          | –     |

### Lombardie-Ligurie
| Klub            | Město | Stadion                                              | Trenér           |
| --------------- | ----- | ---------------------------------------------------- | ---------------- |
| Andrea Doria    | Janov | Campo sportivo della Cajenna                         | Technická komise |
| Janov           | Janov | Campo Genoa Cricket & Football Club in via del Piano | William Garbutt  |
| Inter           | Milán | Campo di Ripa Ticinese                               | Virgilio Fossati |
| Milán           | Milán | Campo Milan di Porta Monforte                        | Technická komise |
| Racing Libertas | Milán | Campo di via Monte Rosa                              | Technická komise |
| Milanese        | Milán | Campo di via Stelvio                                 | Technická komise |

#### Tabulka
| Poř. | Tým             | Z  | V | R | P | VG | OG | B  |
| ---- | --------------- | -- | - | - | - | -- | -- | -- |
| 1.   | Milán           | 10 | 9 | 0 | 1 | 30 | 8  | 18 |
| 2.   | Janov           | 10 | 8 | 0 | 2 | 33 | 12 | 16 |
| 3.   | Inter           | 10 | 6 | 0 | 4 | 24 | 14 | 12 |
| 4.   | Andrea Doria    | 10 | 4 | 1 | 5 | 20 | 30 | 9  |
| 5.   | US Milanese     | 10 | 1 | 2 | 7 | 8  | 25 | 4  |
| 6.   | Racing Libertas | 10 | 0 | 1 | 9 | 8  | 34 | 1  |

|  | Postup do finále             |
|  | Sestup do Promozione 1913/14 |

Poznámky
- Z = Odehrané zápasy; V = Vítězství; R = Remízy; P = Prohry; VG = Vstřelené góly; OG = Obdržené góly; B = Body
- za výhru 2 body, za remízu 1 bod, za prohru 0 bodů.
- při rovnosti bodů rozhodovalo skóre
- Racing Libertas díky administrativě zůstal v nejvyšší lize.

#### Výsledková tabulka
|              | Andrea Doria | Janov | Inter | Milán | Libertas | Milanese |
| ------------ | ------------ | ----- | ----- | ----- | -------- | -------- |
| Andrea Doria | –            | 1:5   | 6:0   | 2:3   | 3:2      | 1:1      |
| Janov        | 6:0          | –     | 0:1   | 4:1   | 5:1      | 4:0      |
| Inter        | 5:1          | 2:3   | –     | 1:2   | 5:0      | 2:0      |
| Milán        | 7:0          | 4:0   | 1:0   | –     | 2:0      | 6:0      |
| Libertas     | 1:5          | 0:1   | 1:6   | 1:2   | –        | 2:2      |
| Milanese     | 0:1          | 2:5   | 0:2   | 0:2   | 3:0      | –        |

### Emilia-Benátsko
| Klub      | Město   | Stadion                      | Trenér           |
| --------- | ------- | ---------------------------- | ---------------- |
| Boloňa    | Boloňa  | Campo della Cesoia           | Technická komise |
| Hellas    | Verona  | Stadio Marcantonio Bentegodi | Alberto Masprone |
| Modena    | Modena  | Velodromo                    | Silvio Secchi    |
| Benátky   | Benátky | –                            | Technická komise |
| Vicenza   | Vicenza | Campo di Borgo Casale        | Giulio Fasolo    |
| Volontari | Benátky | –                            | Technická komise |

#### Tabulka
| Poř. | Tým       | Z  | V | R | P | VG | OG | B  |
| ---- | --------- | -- | - | - | - | -- | -- | -- |
| 1.   | Vicenza   | 10 | 7 | 2 | 1 | 32 | 10 | 16 |
| 2.   | Hellas    | 10 | 8 | 0 | 2 | 28 | 10 | 16 |
| 3.   | Benátky   | 10 | 6 | 2 | 2 | 28 | 6  | 14 |
| 4.   | Volontari | 10 | 3 | 2 | 5 | 19 | 29 | 8  |
| 5.   | Boloňa    | 10 | 2 | 0 | 8 | 14 | 30 | 4  |
| 6.   | Modena    | 10 | 1 | 0 | 9 | 6  | 42 | 2  |

|  | Postup do finále             |
|  | Sestup do Promozione 1913/14 |

Poznámky
- Z = Odehrané zápasy; V = Vítězství; R = Remízy; P = Prohry; VG = Vstřelené góly; OG = Obdržené góly; B = Body
- za výhru 2 body, za remízu 1 bod, za prohru 0 bodů.
- při rovnosti bodů rozhodovalo skóre
- Modena díky administrativě zůstal v nejvyšší lize.

#### Výsledková tabulka
|           | Boloňa | Verona | Modena | Benátky | Vicenza | Volontari |
| --------- | ------ | ------ | ------ | ------- | ------- | --------- |
| Boloňa    | –      | 1:2    | 1:0    | 0:1     | 2:4     | 9:0       |
| Verona    | 3:0    | –      | 8:0    | 2:0     | 4:1     | 3:2       |
| Modena    | 1:0    | 1:4    | –      | 0:2     | 0:4     | 0:5       |
| Benátky   | 8:0    | 3:0    | 8:2    | –       | 0:1     | 5:0       |
| Vicenza   | 7:0    | 1:0    | 7:1    | 0:0     | –       | 6:2       |
| Volontari | 4:1    | 1:2    | 3:1    | 1:1     | 1:1     | –         |

### Finálová skupina

#### Tabulka
| Poř. | Tým          | Z  | V | R | P | VG | OG | B  |
| ---- | ------------ | -- | - | - | - | -- | -- | -- |
| 1.   | Pro Vercelli | 10 | 8 | 2 | 0 | 22 | 1  | 18 |
| 2.   | Janov        | 10 | 6 | 1 | 3 | 21 | 13 | 13 |
| 3.   | Milán        | 10 | 5 | 2 | 3 | 21 | 10 | 12 |
| 4.   | Casale       | 10 | 4 | 3 | 3 | 22 | 13 | 11 |
| 5.   | Vicenza      | 10 | 1 | 2 | 7 | 8  | 25 | 4  |
| 6.   | Hellas       | 10 | 1 | 0 | 9 | 7  | 39 | 2  |

Poznámky
- Z = Odehrané zápasy; V = Vítězství; R = Remízy; P = Prohry; VG = Vstřelené góly; OG = Obdržené góly; B = Body
- za výhru 2 body, za remízu 1 bod, za prohru 0 bodů.
- při rovnosti bodů rozhodovalo skóre

|  | Mistrovský zápas |

#### Výsledková tabulka
|              | Casale | Janov | Hellas | Milán | Pro Vercelli | Vicenza |
| ------------ | ------ | ----- | ------ | ----- | ------------ | ------- |
| Casale       | –      | 1:1   | 6:0    | 2:0   | 0:0          | 5:1     |
| Janov        | 1:0    | –     | 5:0    | 4:1   | 0:1          | 1:0     |
| Hellas       | 2:5    | 0:4   | –      | 0:3   | 0:5          | 4:1     |
| Miláán       | 4:0    | 4:0   | 5:1    | –     | 0:0          | 1:1     |
| Pro Vercelli | 1:0    | 5:1   | 4:0    | 2:0   | –            | 3:0     |
| Vicenza      | 3:3    | 1:4   | 1:0    | 0:3   | 0:1          | –       |

## Středo jižní část

### Toskánsko
| Klub               | Město     | Stadion                 | Trenér           |
| ------------------ | --------- | ----------------------- | ---------------- |
| Florencie FBC      | Florencie | Velodromo alle Cascine  | Technická komise |
| Pisa               | Pisa      | Velodromo               | Technická komise |
| Virtus Juventusque | Livorno   | Poligono di Tiro Bastia | Technická komise |
| SPES Livorno       | Livorno   | c. Acqua della salute   | Technická komise |

#### Tabulka
| Poř. | Tým                | Z | V | R | P | VG | OG | B |
| ---- | ------------------ | - | - | - | - | -- | -- | - |
| 1.   | Virtus Juventusque | 6 | 4 | 1 | 2 | 11 | 8  | 9 |
| 2.   | SPES Livorno       | 6 | 2 | 3 | 1 | 15 | 9  | 7 |
| 3.   | Pisa SC            | 6 | 1 | 2 | 3 | 6  | 6  | 4 |
| 4.   | Florencie FBC      | 6 | 2 | 0 | 4 | 7  | 16 | 4 |

|  | Postup do semifinále |

Poznámky
- Z = Odehrané zápasy; V = Vítězství; R = Remízy; P = Prohry; VG = Vstřelené góly; OG = Obdržené góly; B = Body
- za výhru 2 body, za remízu 1 bod, za prohru 0 bodů.
- při rovnosti bodů rozhodovalo skóre

#### Výsledková tabulka
|           | Florencie | Pisa | Virtus | Livorno |
| --------- | --------- | ---- | ------ | ------- |
| Florencie | –         | 1:4  | 0:1    | 2:1     |
| Pisa      | 0:1       | –    | 0:1    | 1:1     |
| Virtus    | 4:2       | 1:0  | –      | 3:5     |
| Livorno   | 6:1       | 1:1  | 1:1    | –       |

### Lazio
| Klub         | Město | Stadion             | Trenér           |
| ------------ | ----- | ------------------- | ---------------- |
| Alba         | Řím   | –                   | Technická komise |
| Audace       | Řím   | Velodromo Salario   | Technická komise |
| Juventus Řím | Řím   | Campo Piazza d'Armi | Technická komise |
| Lazio        | Řím   | Parco dei Daini     | Guido Baccani    |
| Pro Řím      | Řím   | Campo Piramide      | Technická komise |
| Roman        | Řím   | Campo di Due Pini   | Technická komise |

#### Tabulka
| Poř. | Tým          | Z  | V | R | P  | VG | OG | B  |
| ---- | ------------ | -- | - | - | -- | -- | -- | -- |
| 1.   | Lazio        | 10 | 8 | 2 | 0  | 55 | 9  | 18 |
| 2.   | Juventus Řím | 10 | 6 | 2 | 2  | 25 | 21 | 14 |
| 3.   | Audace       | 10 | 6 | 1 | 3  | 27 | 22 | 13 |
| 4.   | Roman        | 10 | 5 | 1 | 4  | 26 | 15 | 11 |
| 5.   | Pro Řím      | 10 | 2 | 0 | 8  | 9  | 55 | 4  |
| 6.   | Alba         | 10 | 0 | 0 | 10 | 0  | 20 | 0  |

|  | Postup do semifinále |

Poznámky
- Z = Odehrané zápasy; V = Vítězství; R = Remízy; P = Prohry; VG = Vstřelené góly; OG = Obdržené góly; B = Body
- za výhru 2 body, za remízu 1 bod, za prohru 0 bodů.
- při rovnosti bodů rozhodovalo skóre
- klub Alba odstoupila a všechny zápasy byli kontumovány 0:2

#### Výsledková tabulka
|          | Alba | Audace | Juventus Řím | Lazio | Pro Řím | Roman |
| -------- | ---- | ------ | ------------ | ----- | ------- | ----- |
| Alba     | –    | 0:2    | 0:2          | 0:2   | 0:2     | 0:2   |
| Audace   | 2:0  | –      | 3:3          | 2:6   | 9:1     | 2:1   |
| Juventus | 2:0  | 5:1    | –            | 2:2   | 1:0     | 0:3   |
| Lazio    | 2:0  | 5:0    | 9:2          | –     | 13:1    | 5:0   |
| Pro Řím  | 2:0  | 1:4    | 1:5          | 0:9   | –       | 1:9   |
| Roman    | 2:0  | 0:2    | 2:3          | 2:2   | 5:0     | –     |

#### Semifinálový zápasy
| 1. zápas 3. březen 1913 | Virtus Juventusque | 1 – 3 | Lazio                      | Florencie       |  |  |
|                         | Baroncelli         |       | Consiglio Fioranti Folpini | Rozhodčí: Pippo |  |  |
|                         |                    |       |                            |                 |  |  |

| 2. zápas 9. březen 1913 | Lazio                          | 3 – 0 | Virtus Juventusque | Řím              |  |  |
|                         | Saraceni 60', 65' Consiglio 6' |       |                    | Rozhodčí: Radice |  |  |
|                         |                                |       |                    |                  |  |  |

### Kampánie
| Klub         | Město  | Stadion         | Trenér            |
| ------------ | ------ | --------------- | ----------------- |
| Inter Neapol | Neapol | Terme di Agnano | Hector Bayon      |
| Naples       | Neapol | Terme di Agnano | Gaetano Del Pezzo |

#### Finálové zápasy
| 1. zápas 19. leden 1913 | Naples             | 2 – 1 | Inter Neapol | Neapol          |  |  |
|                         | Paduli Thorstenson |       | Fawles       | Rozhodčí: Ioima |  |  |
|                         |                    |       |              |                 |  |  |

| 2. zápas 26. leden 1913 | Inter Neapol  | 2 – 3 | Naples         | Neapol             |  |  |
|                         | Jenny De Rosa |       | Hansen Imerigo | Rozhodčí: Palmieri |  |  |
|                         |               |       |                |                    |  |  |

### Finále středo jižní části
| 1. zápas 16. březen 1913 | Naples | 1 – 2 | Lazio     | Neapol             |  |  |
|                          | Troise |       | Consiglio | Rozhodčí: Reichlin |  |  |
|                          |        |       |           |                    |  |  |

| 2. zápas 30. březen 1913 | Lazio       | 1 – 1 | Naples   | Řím               |  |  |
|                          | Corelli 31' |       | 55' Levi | Rozhodčí: Malvano |  |  |
|                          |             |       |          |                   |  |  |

- Lazio vyhrál středo jižní část a mohl se tak utkat o titul Itálie s Pro Vercelli.

## Mistrovský zápas
| 2. zápas 1. červen 1913 | Pro Vercelli                                                          | 6 – 0 | Lazio          | Janov              |  |  |
|                         | Corna 82', 83' Felice Berardo 8', 90' Rampini 38' Giuseppe Milano 79' |       | Hansen Imerigo | Rozhodčí: Palmieri |  |  |
|                         |                                                                       |       |                |                    |  |  |

## Vítěz
| Prima Categoria Vítěz pro rok 1912/13 |
| ------------------------------------- |
| FC Pro Vercelli 1892                  |
|                                       |